# Culicoides cancer
Culicoides cancer är en tvåvingeart som beskrevs av Charles L. Hogue och Wirth 1968. Culicoides cancer ingår i släktet Culicoides och familjen svidknott.
Artens utbredningsområde är Costa Rica. Inga underarter finns listade i Catalogue of Life.